# Fiona Crawley
Fiona Crawley (San Antonio, 7 februari 2002) is een tennisspeelster uit de Verenigde Staten van Amerika. Crawley speelt rechtshandig en heeft een tweehandige backhand. Zij is actief in het internationale tennis sinds 2017.

## Loopbaan

### Enkelspel
Crawley debuteerde in 2017 op het ITF-toernooi van Lubbock (Texas, VS). Zij stond in 2023 voor het eerst in een finale, op het ITF-toernooi van Wichita (VS) – zij verloor van de Canadese Stacey Fung. In 2023 veroverde Crawley haar eerste titel, op het ITF-toernooi van Florence (VS), door landgenote Chloe Beck te verslaan. Tot op heden(augustus 2025) won zij vijf ITF-titels, de meest recente in 2025 in Wichita (VS).
In 2021 speelde Crawley voor het eerst op een WTA-hoofdtoernooi, op het WTA 125-toernooi van Charleston waarvoor zij een wildcard had gekregen.
Zij stond in 2023 voor het eerst op een WTA 250-toernooi, op het toernooi van Charleston, ook nu op basis van een wildcard – zij verloor haar openingspartij van Française Alizé Cornet. Later dat jaar kwalificeerde zij zich voor het US Open, waarmee zij haar grandslamdebuut had – in de eerste ronde verloor zij van Anastasija Pavljoetsjenkova.

### Dubbelspel
Crawley was in het dubbelspel minder actief dan in het enkelspel. Zij debuteerde in 2023 op het ITF-toernooi van Lakewood (Californië, VS), samen met landgenote Mary Stoiana – hier veroverde zij haar eerste titel, door het Amerikaanse duo Mary Lewis en Brandy Walker te verslaan. Tot op heden(augustus 2025) won zij drie ITF-titels, de meest recente in 2025 in Boca Raton (VS).
In juni 2023 kreeg zij een wildcard voor het US Open, samen met landgenote Carson Tanguilig, nadat zij in mei het NCAA dubbelspelkampioenschap hadden gewonnen – in de eerste ronde verloren zij van Irina Chromatsjova en Daria Saville.

## Persoonlijk
Crawley studeert Engels en vergelijkende taalwetenschap aan de Universiteit van North Carolina te Chapel Hill. Haar intentie is om na haar afstuderen twee jaar professioneel tennisser te zijn, en daarna docent te worden.

## Posities op deWTA-ranglijst
Positie per einde seizoen:
| jaar | rang enkelspel | rang dubbelspel |
| ---- | -------------- | --------------- |
| 2023 | 426            | 970             |
| 2024 | 593            | 514             |

## Resultaten grandslamtoernooien
| Legenda | Legenda                          |
| ------- | -------------------------------- |
| g.t.    | geen toernooi gehouden           |
| l.c.    | lagere categorie                 |
| –       | niet deelgenomen                 |
| G       | uitgeschakeld in de groepsfase   |
| 1R      | uitgeschakeld in de eerste ronde |
| 2R      | uitgeschakeld in de tweede ronde |
| 3R      | uitgeschakeld in de derde ronde  |
| 4R      | uitgeschakeld in de vierde ronde |
| KF      | uitgeschakeld in de kwartfinale  |
| HF      | uitgeschakeld in de halve finale |
| F       | de finale verloren               |
| W       | het toernooi gewonnen            |
| w-v     | winst/verlies-balans             |

### Enkelspel
| toernooi        | 2023 |
| --------------- | ---- |
| Australian Open | –    |
| Roland Garros   | –    |
| Wimbledon       | –    |
| US Open         | 1R   |

### Vrouwendubbelspel
| toernooi        | 2023 |
| --------------- | ---- |
| Australian Open | –    |
| Roland Garros   | –    |
| Wimbledon       | –    |
| US Open         | 1R   |